# Weißpriach
Weißpriach ist eine der 15 Gemeinden im Bezirk Tamsweg (Lungau), Salzburg in Österreich mit 302 Einwohnern (Stand 1. Jänner 2024).

## Geografie
Weißpriach liegt südlich des Hauptkammes der Schladminger Tauern, die ihrerseits Teil der Niederen Tauern sind, im Tal der Lonka [lɔŋkɐ] („Die Gekrümmte“). Diese mündet in die Südliche Taurach, einen Nebenfluss der Mur. Das Tal öffnet sich nach Südosten und ist von Bergketten gesäumt, die zum Alpenhauptkamm zu die 2.000 m deutlich überragen (Hundstein: 2614 m, Großes Gurpitscheck: 2526 m, Vetternspitzen: 2524 m, Lungauer Kalkspitze: 2471 m, Zinkwand: 2442 m).

### Gliederung
Die Ortschaft Weißpriach gliedert sich in fünf Ortsteile, die einzelne Weiler darstellen. Bei Einfahrt in das Tal liegt zur orographisch rechten Seite als erstes St. Rupert (⊙), wo sich auch die gleichnamige Kirche des Ortes befindet. Bevor man den Ortskern mit dem Gemeindeamt und der örtlichen Volksschule Am Sand (⊙) durchfährt, liegt an der linken Talflanke Sonndörfl (⊙) und etwas weiter taleinwärts Schwaig (⊙). Hinterweißpriach (⊙) hat, noch mehr als die anderen Ortsteile, den Charakter einer Streusiedlung und findet sich, wie der Name sagt, weiter hinten im bewohnten Teil des Tales. Zwei von Almen gesäumte Hochplateaus – die Hinterlahn (hinter der Lahnbrücke bei 1274 m) und das Lanschfeld (1700 m–1800 m) – bilden das hinterste Weißpriachtal Richtung Pongau bis zur Bezirksgrenze am Oberhüttensattel, und zum steirischen Schladming hin steigt das Znachtal bis zum Znachsattel an, auf dem die Landesgrenze zur Steiermark liegt. Diese Gegenden sind nur sehr beschränkt mit Fahrzeugen erreichbar.

### Nachbargemeinden
| Untertauern (JO) | Forstau (JO)                                | Schladming (GB) |
| Tweng            | Kompassrose, die auf Nachbargemeinden zeigt | Mariapfarr      |
|                  | Mauterndorf                                 |                 |

## Geschichte
Um 570 nach Christus siedelten Slawen im heutigen Gemeindegebiet. Von diesen stammt der Name Weißpriach, es bedeutet „bei der Höhe angekommen“.

### Einwohnerentwicklung
Nach einem Rückgang am Ende des 19. Jahrhunderts nahm die Bevölkerung seit 1900 stetig zu (mit kurzfristigem Rückgang um 8 % zwischen 1910 und 1923, sowie um 1 % von 1951 bis 1961) und erreichte 1991 mit 338 ihren Höchststand. Danach nahm die die Einwohnerzahl trotz positiver Geburtenbilanz wegen starker Abwanderung wieder ab.

## Politik

### Gemeinderat
| Gemeinderatswahl 2024Wahlbeteiligung: 87,4 % 6050403020100 58,4 % (+11,0 %p)41,6 % (+12,7 %p)n. k. % (−23,7 %p) ÖVPFPÖSPÖ20192024 |

Die Gemeindevertretung hat insgesamt 9 Mitglieder.
- Mit den Gemeindevertretungs- und Bürgermeisterwahlen in Salzburg 2004 hatte die Gemeindevertretung folgende Verteilung: 6 ÖVP, und 3 FPÖ.[3]
- Mit den Gemeindevertretungs- und Bürgermeisterwahlen in Salzburg 2009 hatte die Gemeindevertretung folgende Verteilung: 5 ÖVP, 2 FPÖ, und 2 SPÖ.[3]
- Mit den Gemeindevertretungs- und Bürgermeisterwahlen in Salzburg 2014 hatte die Gemeindevertretung folgende Verteilung: 4 FPÖ, 3 ÖVP, und 2 SPÖ.[4]
- Mit den Gemeindevertretungs- und Bürgermeisterwahlen in Salzburg 2019 hatte die Gemeindevertretung folgende Verteilung: 4 ÖVP, 3 FPÖ, und 2 SPÖ.[5]
- Mit den Gemeindevertretungs- und Bürgermeisterwahlen in Salzburg 2024 hat die Gemeindevertretung folgende Verteilung: 5 ÖVP und 4 FPÖ.[6]

|  | Hier fehlt eine Grafik, die leider im Moment aus technischen Gründen nicht angezeigt werden kann. Wir arbeiten daran! |

### Bürgermeister
- 1983–1989 Franz Palffy (ÖVP)[7]
- 1989–2006 Hermann Bogensperger (ÖVP)[8]
- 2006–2024 Peter Bogensperger (ÖVP)[9]
- seit 2024 Stefan Palffy (ÖVP)

### Wappen
Die Blasonierung des Gemeindewappens lautet:
„In gespaltenem Schild rechts in Gold linkshin eine halbe und zwei ganze schwarze Spitzen; links ledig schwarz.“
Es entspricht dem Familienwappen der Familie Weißpriach.

## Kultur und Sehenswürdigkeiten
- Burg Weißpriach

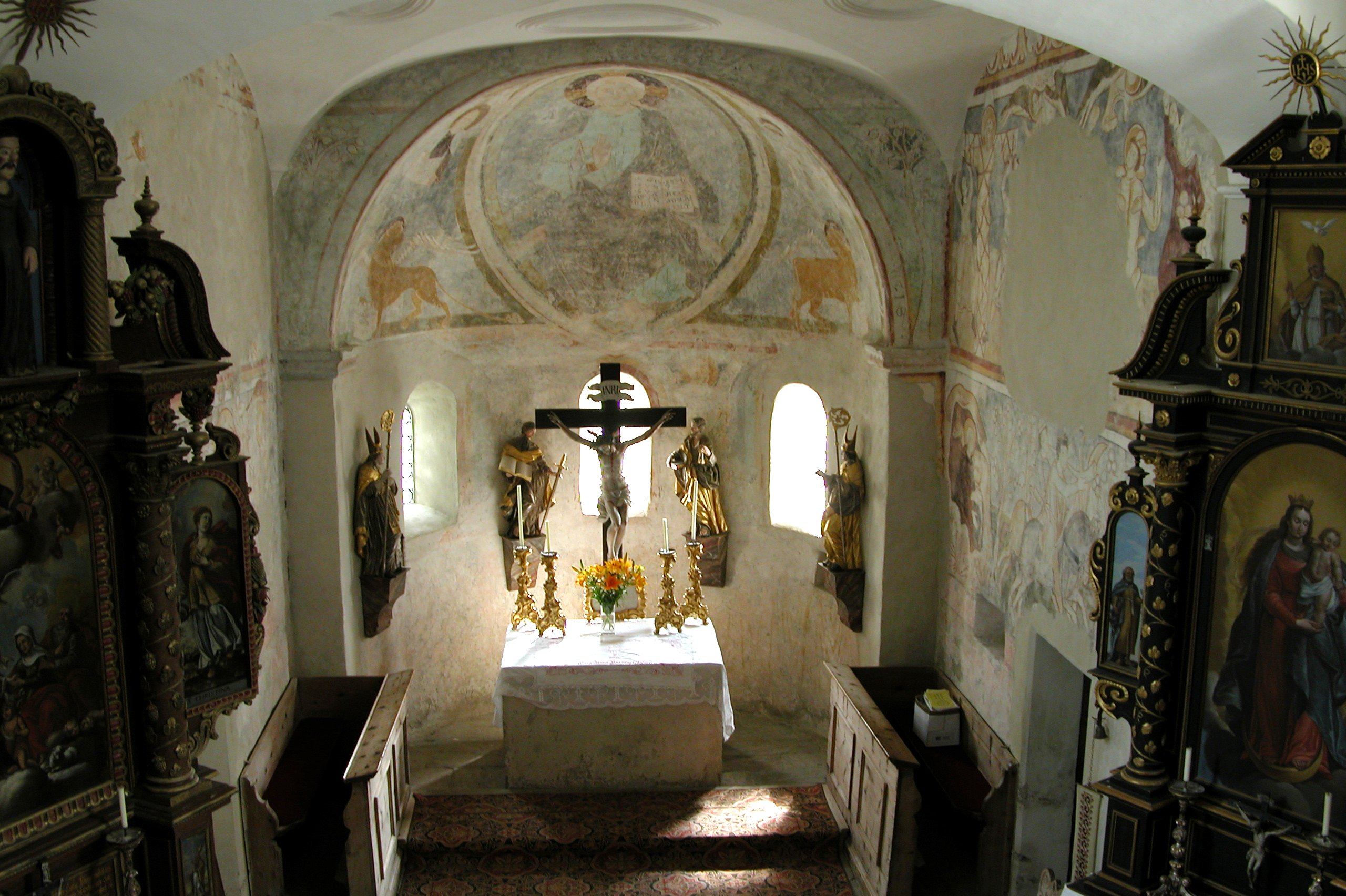
Apsismalereien in der Filialkirche Weißpriach

- Katholische Filialkirche Weißpriach hl. Rupert: Eine der ältesten Kirchen im Land Salzburg. Das Kirchlein in Weißpriach beherbergt herrliche romanische Fresken aus dem 11. und 12. Jahrhundert. Eine geschnitzte Statue hl. Leonhard von Limoges hält eine Kette in der Hand, die aus einem einzigen Stück geschnitzt ist.

## Wirtschaft und Infrastruktur
Die weitaus überwiegenden Erwerbszweige sind Land- und Forstwirtschaft sowie der Fremdenverkehr (z. B. mit Skigebiet Fanningberg, Langlaufen, Bergwandern). Die Anzahl der Übernachtungen stieg von 23.000 im Jahr 2011 auf 45.000 im Jahr 2020. Dabei sind die Sommer- und die Wintersaison gleich stark.

### Verkehr
- Straße: Weißpriach ist durch eine Landesstraße mit den größeren Orten des Lungaus (Mariapfarr, Tamsweg) verbunden, die auch von einer Autobuslinie des öffentlichen Personennahverkehrs befahren wird.

## Persönlichkeiten

### Söhne und Töchter der Gemeinde
- Burkhard von Weißpriach (* 1420 oder 1423, † 1466), Erzbischof von Salzburg 1461–1466, Kardinal